# Paragnathide
Une paragnathide (du préfixe pará- (grec : παρά) : « à côté de », du nom gnathos (grec : γνάθος) : mâchoire, et du suffixe grec -ide (grec : εἶδος, eidos, « aspect extérieur ») appelée aussi couvre-joues, oreillon, ou buccula en latin, est un élément de la partie inférieure d'un casque servant à protéger la partie basse de la face, de part et d'autre de la bouche. Couvrant principalement les os de la mâchoire, mandibule et zygomatiques, en avant des oreilles, les paragnathides protègent aussi la chair et les muscles constituant les joues. Certains modèles de casques, notamment certains casques celtiques, germaniques ou romains de l'antiquité, ont des paragnathides particulièrement développées, destinées à protéger aussi une partie du cou.
Ils peuvent être de la même matière ou d'une matière différente de celle du casque : métal, cuir, textile. Ce sont généralement des pièces mobiles, assujetties au casque par le biais d'une charnière tubulaire, afin de ne pas bloquer les mouvements de tête de la personne portant le casque. Certains casques ont cependant des paragnathides fixes.
Un élément assez proche sur les chapkas ou ouchankas est appelé oreillette. L'extrémité peut s'attacher au sommet du chapeau ou être laissée pendante sur les joues et les oreilles, pour les protéger du froid.

## Galerie d'images

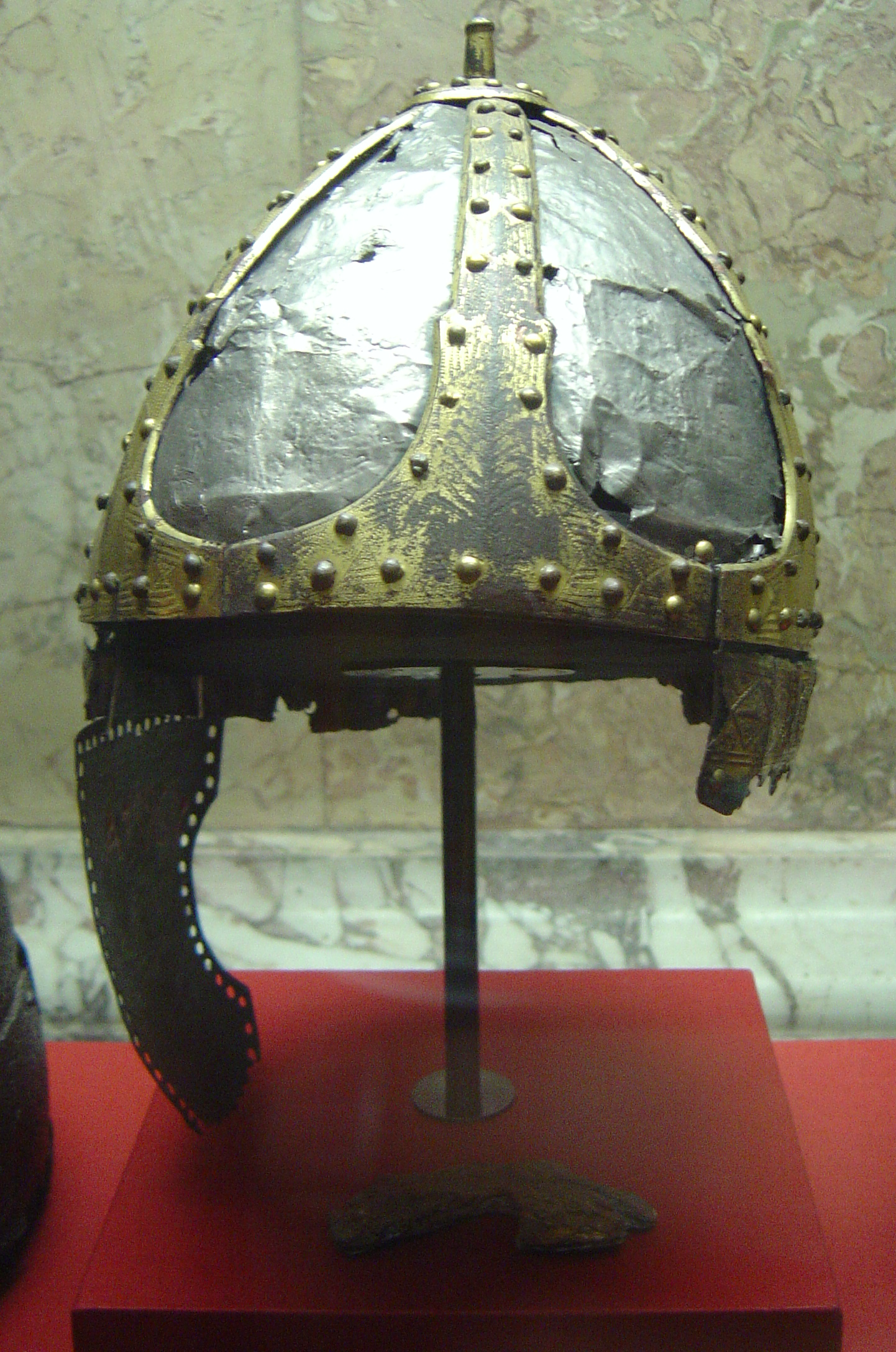
Casque germain conservant une paragnathide.
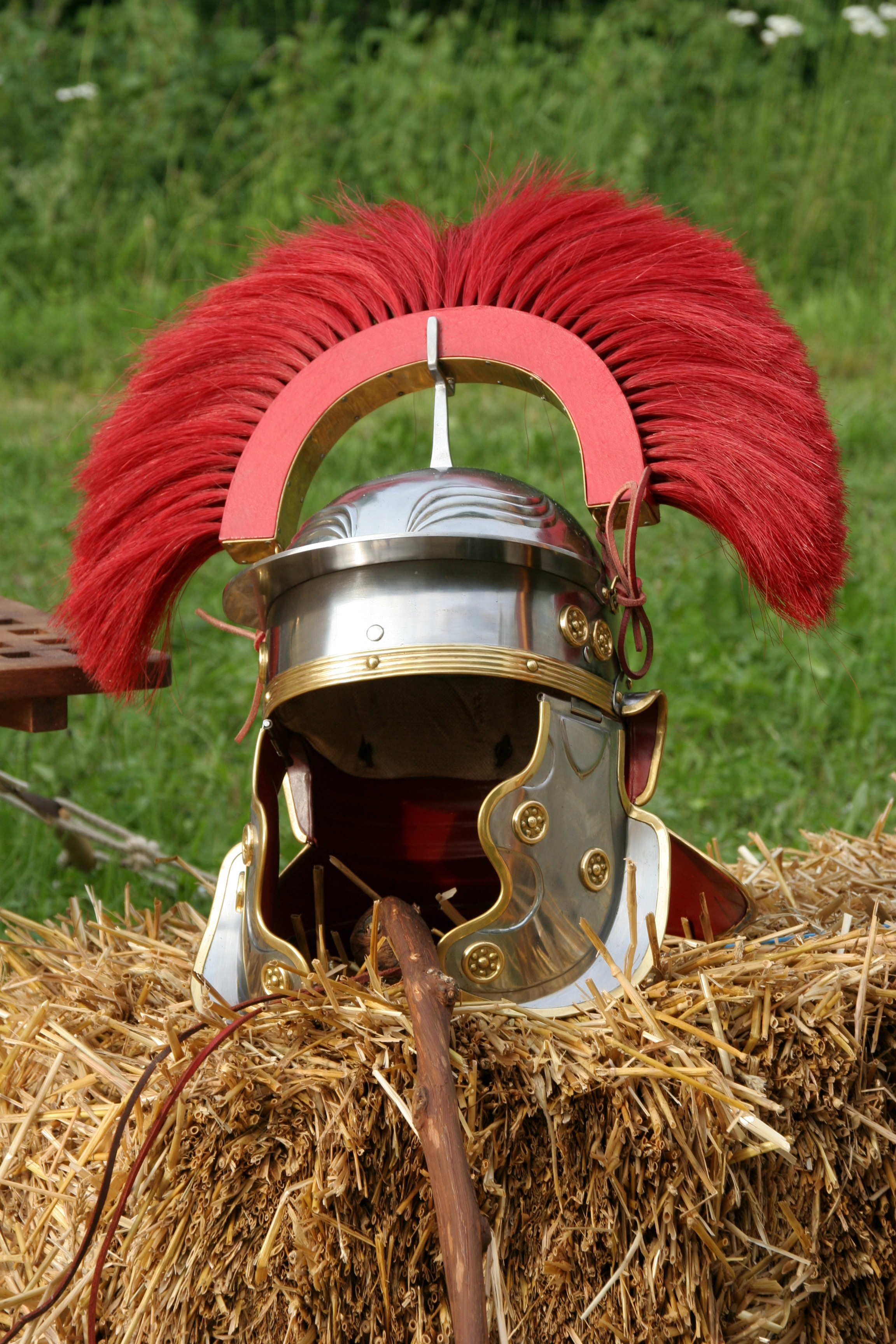
Reconstitution d'un casque Impérial-Gaulois muni d'un couvre-nuque et de paragnathides rivetés. Les oreilles sont dégagées grâce à une ample échancrure latérale qui permet au combattant d'entendre les ordres de l'officier. Les paragnathides épousent la forme de la mâchoire et présentent deux excroissances au niveau du nez et du menton.
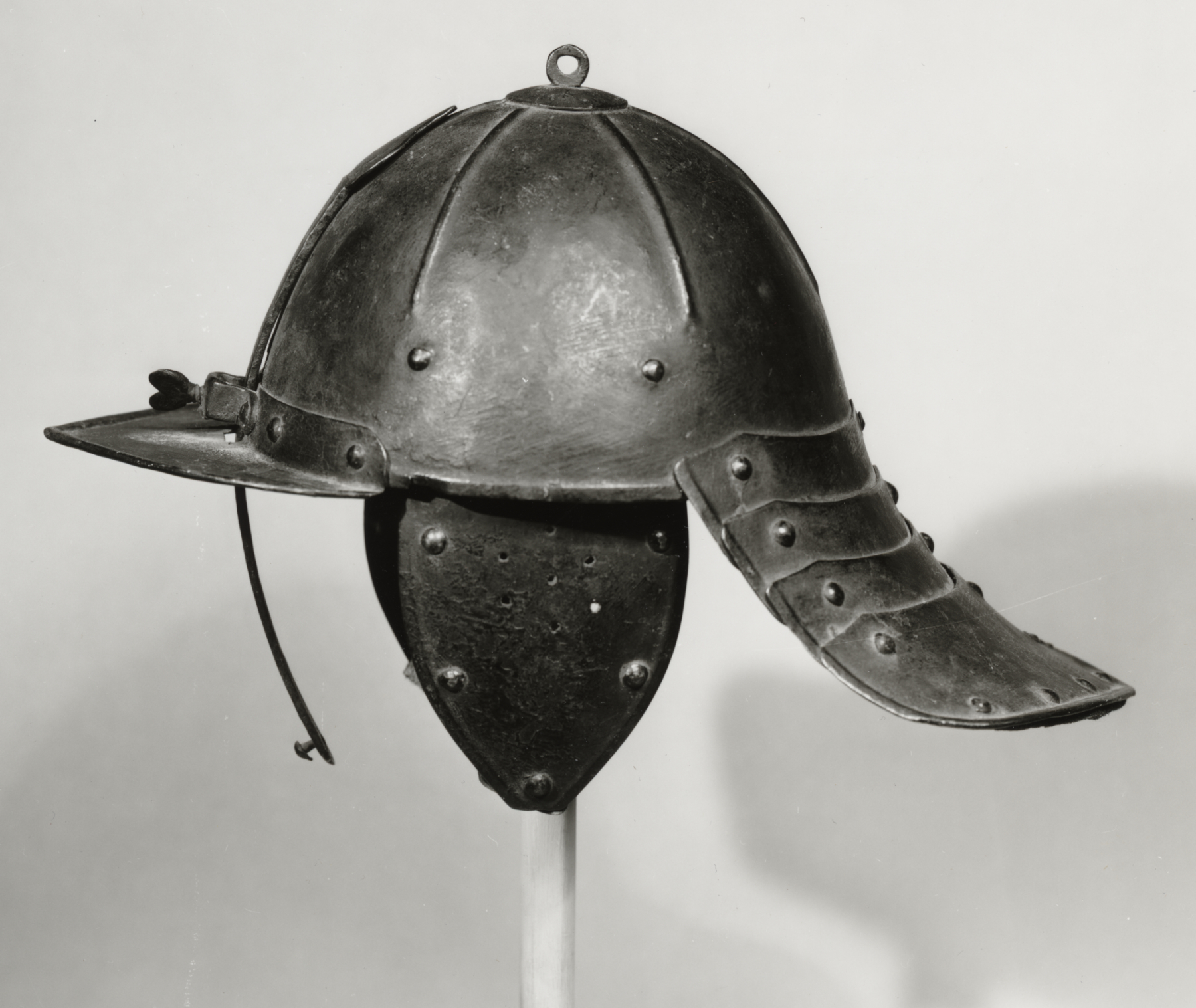
Casque à queue de homard avec paragnathides triangulaires.